# Bear Grylls
Edward Michael "Bear" Grylls (født 7. juni 1974) er en engelsk eventyrer, forfatter og Tv-vært. Han er bedst kendt for sin tv-serie Man vs. Wild som også kører under navnene Ultimate Survival & Born Survivor. I Danmark bliver serien sendt på Discovery Channel under navnet Ultimativ Overlevelse. I juli 2009 blev Bear udnævnt til Chief Scout, der er overhovedet for spejderbevægelsen i Storbritannien, som den yngste nogensinde. 
I 2011 udkom Bear Grylls' selvbiografi Mud, sweat and tears, som på dansk fik titlen Mod, sved og tårer. I bogen fortæller Bear Grylls om sit liv som ballademager i skolen, tiden som britisk elitesoldat ved den britiske specialstyrke Special Air Service også kendt som SAS, hans kamp om at overvinde Mount Everest og nå toppen af verdens tag, hans mange forsøg på at slå diverse ekstremsports-verdensrekorder, det nye liv han fik som tv-vært og meget mere. 

## TV-program udvikling
Bear Grylls har udviklet tv-programmet The Island with Bear Grylls, som på dansk er sendt på DR under navnet Øen